# Enigmosaurus mongoliensis
Enigmosaurus mongoliensis („záhadný ještěr“) byl druh terizinosauroidního teropodního dinosaura, žijícího v období pozdní křídy (geologický stupeň cenoman až turon, asi před 98 až 90 miliony let) na území dnešního jihovýchodního Mongolska.

## Historie objevu
Holotyp enigmosaura s katalogovým označením IGM 100/84 byl objeven v sedimentech souvrství Bajn Šireh v lokalitě Chara Chutul. Poprvé byl zmíněn v odborné literatuře v roce 1979. Formálně pak byl popsán dvojicí mongolských paleontologů Rinčengínem Barsboldem a Altangerlem Perlem v roce 1983. Rodové jméno bylo zvoleno podle neobvyklého tvaru pánve (kyčelních kostí), který je u (tehdy ještě málo známých) terizinosauroidů oproti jiným teropodům poměrně neobvyklý.

## Rozměry a popis
Podle paleontologa Thomase R. Holtze, Jr. byl tento dinosaurus asi 5 metru dlouhý a dosahoval hmotnosti dospělého koně. Podle Gregoryho S. Paula dosahoval tento druh v dospělosti délky asi 4,5 metru a jeho hmotnost se pohybovala kolem hodnoty 500 kilogramů (autor nicméně považuje enigmosaura za zástupce rodu Erlikosaurus).

## Systematika
Autory popisu byl tento druh zařazen nejdříve do samostatné čeledi Enigmosauridae, později pak do čeledi Segnosauridae (dnes Therizinosauridae). Novější výzkum však řadí tohoto teropoda obecněji jako zástupce nadčeledi Therizinosauroidea.